# David Letterman

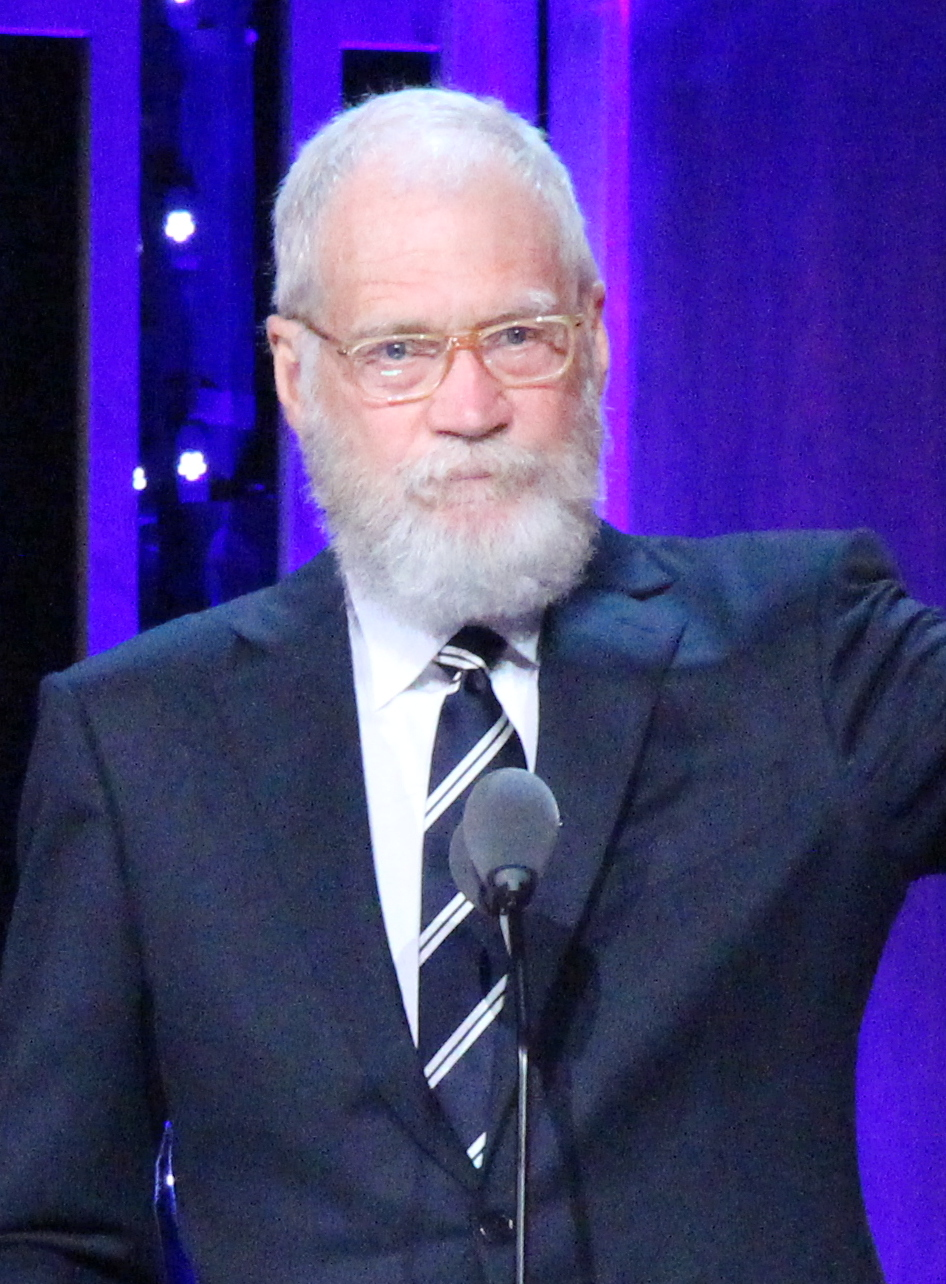
David Letterman bei den Peabody Awards (2016)

David Michael Letterman (* 12. April 1947 in Indianapolis, Indiana) ist ein ehemaliger Moderator der US-amerikanischen Fernsehsendung Late Show with David Letterman. Außerdem ist er Komiker, Produzent und Miteigentümer des Motorsportteams Rahal Letterman Racing. Lettermans ironischer, oft absurder Humor ist stark beeinflusst vom Komiker Ernie Kovacs und vom Late-Night-Moderator Johnny Carson.

## Karriere

### Erste Schritte beim Radio und Fernsehen
Letterman begann seine Karriere 1966 als Moderator beim Studenten-Radiosender WBST, dessen Studio sich auf dem Campus der von ihm besuchten Ball State University befand. Er war dort zunächst Teil eines neunköpfigen Nachrichtenteams, welches Wahlergebnisse bekannt gab. Zudem arbeitete er noch bei anderen Sendern, wie WERK oder WTRE. Für seine humorvollen Bemerkungen hatte man bei WBST allerdings kein Verständnis und so suspendierte man ihn schließlich wegen seines respektlosen Umgangs mit klassischer Musik. Er soll das Stück Clair de Lune von Claude Debussy mit den Worten angekündigt haben: „Sie erinnern sich doch an die De-Lune-Schwestern. Da gab es Clair und es gab Mabel.“ Eine andere Quelle zitiert ihn allerdings mit dem Wortspiel: „Sie kennen Mrs. Lune und all die kleinen Loonies [dt. Verrückten]“. Nach seinem Rauswurf schloss sich Letterman dem Team von WAGO an, einem weiteren Ball-State-Campus-Sender.
Es folgte die Arbeit als Ansager und Wettermoderator bei dem Lokalfernsehsender WLW-I (jetzt WTHR). Als Ansager hatte er hier auch schon während der Sommerferien in seiner Studienzeit gearbeitet. Aufmerksamkeit erregte er durch seine unberechenbare Verhaltensweise während der Sendungen, so wies er beispielsweise im Scherz auf eine fehlende Grenze zwischen zwei Bundesstaaten auf der Wetterkarte hin:

„Werfen wir nun anhand des heute aufgenommenen Satellitenbildes einen Blick auf die Wolkendecke über den USA und ich denke, Sie werden erkennen, dass wir wieder einmal das Opfer schmutziger Machenschaften der Politik geworden sind. Und jetzt sehen Sie, was ich meine. Die hohen Tiere in der Regierung haben die Grenze zwischen Indiana und Ohio entfernt und aus beiden einen einzelnen, riesigen Staat gemacht. Ich persönlich bin dagegen.“

Er sagte das Wetter für fiktive Städte voraus: „Zwanzig Zentimeter Schnee in Bingree und den umliegenden Gebieten“ und kündigte Hagelkörner „in der Größe von Dosenschinken“ an (in seiner Late Show verteilte er später gelegentlich Dosenschinken an Personen aus dem Publikum). Ein anderes Mal geriet er mit seinen Vorgesetzten aneinander, weil er begeistert einem Tropensturm gratulierte, als dieser zum Hurrikan hochgestuft wurde. Darüber hinaus moderierte er am Samstagmorgen eine Kindersendung namens Clover Power, in der er Mitglieder der Jugendorganisation 4-H zu ihren Projekten befragte, und er präsentierte Spätfilme in einer Sendung, die er Freeze-Dried Movies (dt. gefriergetrocknete Filme) nannte – an deren Ende sprengte er zum Beispiel einmal ein Pappmodell des Sendergebäudes in die Luft.
1971 sah man ihn als Boxengassen-Reporter beim Autorennen Indianapolis 500, welches im Rahmen der Sendung Wide World of Sports des Senders ABC übertragen wurde. Dieses Engagement stellt wahrscheinlich Lettermans Debüt bei einem der großen Network-Sender dar.
Nach seiner Zeit beim Fernsehen wechselte Letterman 1974 wieder zum Radio. Beim Sender WNTS in Indianapolis war er für etwa ein Jahr lang der Moderator einer Sendung, die ein frühes Experiment in der Kombination von Nachrichten und Talkshow darstellt und bei der Anrufer ihre Meinung kundtun konnten. Die Sendung erlaubte es ihm, an seiner Interviewtechnik zu arbeiten und sich auf lokaler Ebene einen Namen zu machen. Doch das Projekt begann ihn schnell zu langweilen, da er kein Interesse an politischen Themen hatte und so begann er, selbst erfundene Meldungen zu verbreiten. Einmal berichtete er seinen Hörern, dass ihr geliebtes Soldatendenkmal an die Insel Guam verkauft worden sei und deren Regierung nun plane, es zu Ehren ihres Nationalgemüses, dem Spargel, grün zu streichen.

### Umzug nach Los Angeles
Im Mai 1975 verließen Letterman und seine Frau Michelle am Wochenende vor dem Memorial Day Indianapolis und zogen nach Los Angeles. Beeindruckt durch die Auftritte der Comedians in The Tonight Show, hatte er bei diesem Umzug eine Karriere als Stand-up-Comedian im Hinterkopf; um jedoch nicht allzu abgehoben zu wirken, erzählte er seiner Familie, dass er als Gagschreiber arbeiten wolle.

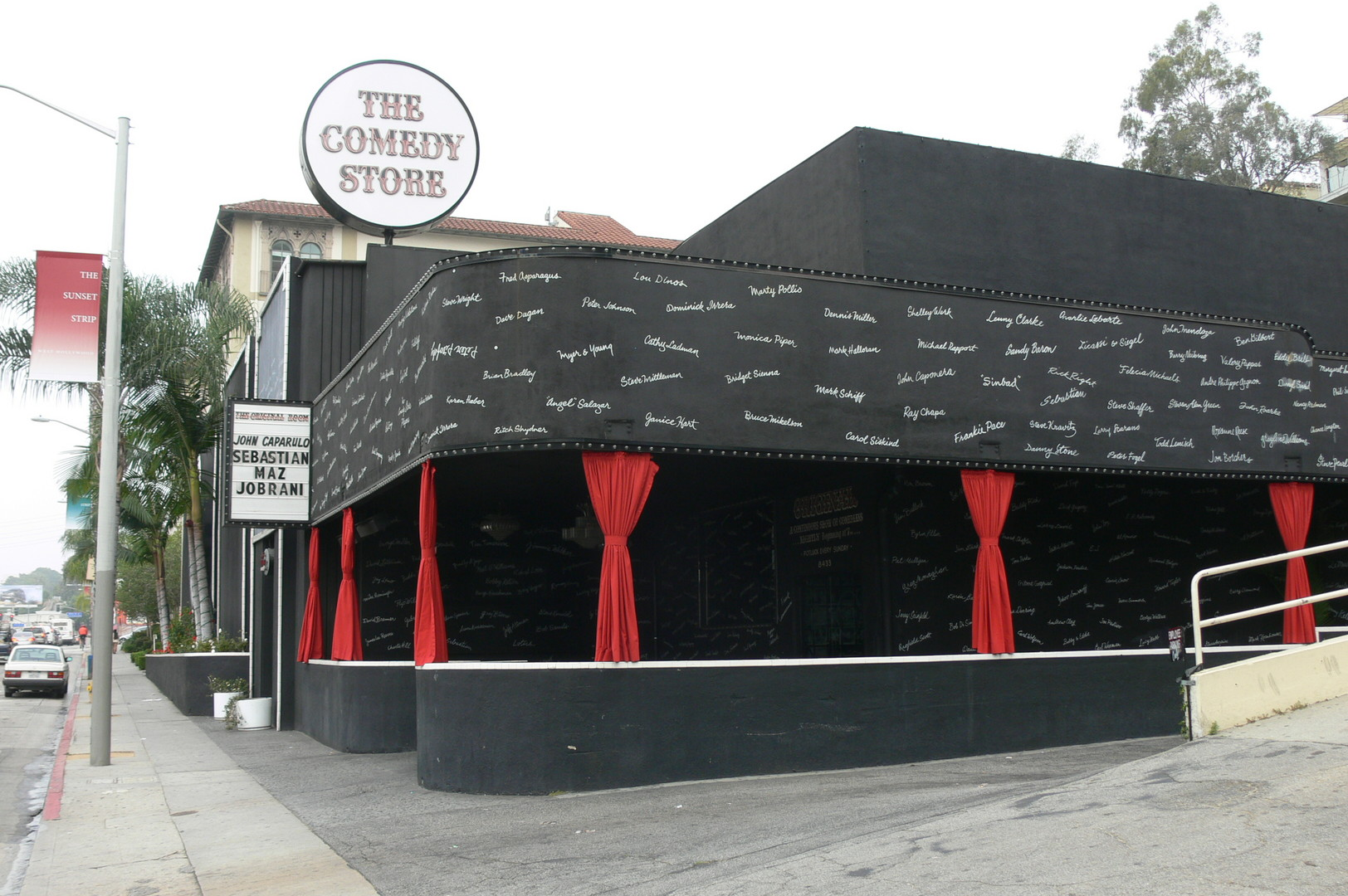
The Comedy Store in Los Angeles (2006)

Einige Tage nach der Ankunft in L.A. nahm er als Stand-up-Comedian an einer Anfängerveranstaltung, einer so genannten Open Mic Night, im The Comedy Store teil, einem berühmten Comedy Club am Sunset Boulevard, der sozusagen ein Versuchsgelände für junge Komiker war. Das Material für seine Darbietung war von ihm am selben Tag geschrieben worden und das Publikum brachte sein Urteil darüber mit bedrückender Totenstille zum Ausdruck. Dennoch buchte ihn der Comedy Store für weitere Auftritte und so stand er dort von da an vier oder fünf Mal die Woche auf der Bühne. Dabei wurde der Schauspieler und Stand-up-Comedian Jimmy Walker auf ihn aufmerksam, der zu dieser Zeit für die Fernsehserie Good Times vor der Kamera stand. Walker engagierte ihn, um Material für seine Stand-up-Auftritte zu schreiben und zahlte ihm 150 Dollar die Woche. „Das Geld“, so Letterman, „gab mir die Möglichkeit, weiterzumachen und steigerte meine Zuversicht enorm.“
Aber nicht nur Walker erkannte sein Talent, auch die angesehene Managementfirma Rollins-Joffe-Morra & Brezner war von seinem Potential überzeugt und nahm ihn Anfang 1977 unter Vertrag. Sie sahen den schnellen und reaktionsfreudigen Stil seiner Comedy und dachten dabei an das Fernsehen. „Das Format war schwer zu bestimmen, aber das Medium nicht“, sagte Jack Rollins. „Dave verfügt über die Fähigkeit, Sachen aus sich heraussprudeln zu lassen. Das ist eine große Stärke beim Fernsehen, wo alles schnell und kurz ist.“
Darüber hinaus fiel Letterman den Talentsuchern von The Tonight Show auf, welche sich im Comedy Store immer wieder auf die Suche nach Comedians machten, die gut genug waren, um in der Sendung aufzutreten. Moderiert wurde die Show zu dieser Zeit von Lettermans großem Idol Johnny Carson und ein Auftritt dort war für Comedians so etwas wie ein Gütesiegel, welches für die eigene Karriere überaus förderlich sein konnte. Den ersten Kontakt gab es hier ebenfalls 1977. Man kam auf ihn zu, sagte ihm jedoch, dass er für einen Auftritt noch nicht weit genug wäre. Letterman hatte damit kein Problem, denn das Letzte, was er tun wollte, war, in der Tonight Show aufzutreten, ohne dafür bereit zu sein. Er war schon begeistert darüber, dass man ihn überhaupt beobachtet hatte. Also arbeitete er weiterhin an seinem Programm und brachte es auf die Bühne des Clubs.
Neben seinen Aktivitäten im Comedy Store, der für ihn lediglich ein Sprungbrett sein sollte, schaffte es Letterman mit Hilfe seines neu gewonnenen Managements dann aber doch schon mal in diverse andere Fernsehsendungen. So war er zum Beispiel vom 4. bis zum 8. Juli 1977 Gastjuror in fünf Folgen von The Gong Show, gehörte zu den prominenten Gästen in der Spielshow Liar’s Club, hatte einen Auftritt in Don Kirshner’s Rock Concert, erhielt im Sommer eine Rolle in The Starland Vocal Band Show und fungierte hier auch als Autor. Am 4. November wurde dann der Pilot einer Spielshow namens The Riddlers mit Letterman als Moderator aufgezeichnet. Zunächst war die Produktion von zwei Episoden geplant, doch bereits nach der ersten Sendung sagte der Produzent zu ihm: „Danke, was wir bisher haben, reicht uns.“ Die Sendung blieb bis zum Jahre 1998 ungesendet und lief dann erstmals am 26. November auf dem Game Show Network. Des Weiteren betätigte er sich als Autor für verschiedene Fernsehsendungen und schrieb Gags für Joey Bishops Gastmoderation der Tonight Show, für Paul Lynde in The Paul Lynde Comedy Hour und für Bob Hope in Bob Hope's All-Star Comedy Special from Australia. Außerdem trat er in der Kochshow Celebrity Cooks des kanadischen Senders CBC auf – gekocht wurden Fettuccine Verde.
Das Jahr 1978 begann für Letterman mit der Rolle des Co-Moderators Dan Cochran in dem Comedyspecial Peeping Times, welches als Parodie auf das investigative Nachrichtenmagazin 60 Minutes konzipiert war und am 25. Januar von NBC ausgestrahlt wurde. Am 25. Mai war er zusammen mit Freundin Merrill Markoe und Billy Crystal als aufstrebendes neues Comedytalent zu Gast in der von Tom Snyder moderierten Talkshow Tomorrow.
Nach Lettermans kleineren Fernsehauftritten konnte ihn sein Management schließlich als festen Darsteller bei einer neuen Sendung unterbringen, in die allseits große Hoffnungen gesetzt wurden. Es handelte sich dabei um Mary, eine Varietéshow der Schauspielerin Mary Tyler Moore, und war das erste Projekt, zu welchem sie sich nach dem Ende ihrer erfolgreichen Mary Tyler Moore Show bereit erklärt hatte. Der Nachteil an diesem Engagement bestand für Letterman allerdings darin, dass er auch singen, tanzen und Kostüme tragen musste. Diese Anforderungen überschritten sowohl die Grenzen dessen, was er seinem Talent nach gut konnte, als auch dessen, was er tun wollte. Die Tanznummern kamen für ihn einer Tortur gleich: „Es war einfach grauenvoll. Ich habe mich geschämt; Ich war wie eine Feder, die immer mehr Spannung aufbaute.“
Am 24. September 1978 wurde die erste Folge von Mary beim Sender CBS ausgestrahlt. Doch die Show fand kein ausreichend großes Publikumsinteresse und wurde bereits nach der dritten Episode vom 8. Oktober 1978 abgesetzt.
Trotz der Erfolglosigkeit von Mary ging es mit Lettermans Karriere weiter bergauf. Die Verantwortlichen der Tonight Show, denen er bereits bei seinen Auftritten im Comedy Store auffiel, befanden, dass er sich nun ausreichend weiterentwickelt habe und so durfte er am Freitag, den 24. November 1978, zum ersten Mal in der Show seines großen Vorbildes Johnny Carson als Comedian auftreten. Nach seinem Stand-up bat Carson ihn noch auf ein kurzes Gespräch zu sich, eine Geste, die als große Auszeichnung gilt, denn die meisten Künstler kehrten nach ihrer Darbietung gleich wieder hinter den Bühnenvorhang zurück. Letterman hat sich mehrfach zu diesem bedeutsamen Auftritt geäußert, unter anderem hier:
- In einem Interview vom 29. Januar 1992 für The Barbara Walters Show:

„Walters: Erinnerst Du Dich an Deinen ersten Auftritt in der Tonight Show?

Letterman: Ja. Es war zu jener Zeit und wird es wahrscheinlich auch bleiben, egal was passiert, einer der, wenn nicht sogar der befriedigendste Moment für mich im großen Fernsehgeschäft.

Walters: Weil Du Dich zusammen mit Johnny gut geschlagen hast.

Letterman: Ja, ja. Es war, ich weiß nicht, ich brauchte Wochen, um mich wieder zu beruhigen. Es war sehr aufregend und seither ist nicht vieles auch nur annähernd so gewesen.“

- In einem Interview vom 16. Februar 1996 für The Charlie Rose Show:

„Ich sitze neben Johnny Carson. […] Und ich kann mich erinnern […], verzeih mir, wenn das unbeholfen ausgedrückt ist, aber meine Reaktion darauf war so, als wenn man sein Leben lang den 5-Dollar-Schein sieht, sein Leben lang sieht man den 5-Dollar-Schein und dann plötzlich trifft man Lincoln. Es ist wie: ‚Oh mein Gott, es ist Honest Abe, der Typ auf dem 5-Dollar-Schein.‘ Und das war die Reaktion, und ich war danach tagelang vollkommen aufgedreht, und dennoch, denke ich, war dies die wichtigste, aber auch die aufregendste Erfahrung in meinem Leben.“

### Shows bei NBC
Am 9. Dezember 1978 zeichnete Letterman für NBC die Pilotsendung einer Talkshow mit dem Namen Leave It to Dave auf, welche im Nachmittagsprogramm ausgestrahlt werden sollte. Als Gäste waren Robin Williams und Martin Mull mit dabei. Die Show wurde dann aber doch nicht ins Programm des Senders aufgenommen und diese erste Folge somit nie gesendet. Für Letterman dürfte dies jedoch keine allzu große Enttäuschung gewesen sein, denn das visuelle Konzept der Show hatte ihm ganz und gar nicht zugesagt. Seine damalige Freundin und Autorin für die Show, Merrill Markoe, berichtete davon in einem Interview:

„Weil er hier noch ganz am Anfang seiner Talkshow-Karriere stand, hatte er gewissermaßen Angst, seine Ansichten durchzusetzen. Da gab es Leute, die er eingestellt und denen er Verantwortung übertragen hatte, die angeblich alles darüber wussten, wie man eine Talkshow richtig zuwege bringt. Unglücklicherweise war es eine ihrer albernen Ideen, im Set eine Pyramidenform zu haben, die eingebaute, mit Flokatis bedeckte Bänke enthielt, auf denen Dave und seine Gäste sitzen sollten. Keine langweilige Kombination alter Schule aus Tisch und Sessel für uns! Lieber sollte es so aussehen, als ob die Interviews auf einer Teppich-Messe im Luxor Hotel von Las Vegas stattfinden.“

Ganz ähnlich äußerte sich auch Letterman selbst zu diesem Fehlschlag:

„Es war ein Desaster. Ich wollte eine alberne Form einer unkonventionellen, innovativen Show machen, die Show, die ich schon immer machen wollte, die Show, die ich jetzt mache [Late Night with David Letterman]. Aber die Affiliates wollten eine ‚Nachmittagssendung‘. Das ganze Projekt war vom ersten Augenblick an ein Desaster.“

„Ich sollte auf einem Thron sitzen und das Set bestand aus lauter Pyramiden. Die Wände waren alle mit Flokati bedeckt. Es war wie ein skurriler Ausverkauf eines Teppichladens im ägyptischen Stil. Einmal war ich in New York und bekam einen Anruf von der Westküste. Sie sagten: ‚Wir haben da eine großartige Idee. Deine Gäste werden alle auf Kissen sitzen.‘ Und ich legte auf und drehte mich zu [meinem Manager] Jack Rollins und sagte: ‚Dieser Idiot will, dass wir auf Kissen sitzen. Was ist das Problem mit Sesseln?‘ Du konntest sehen, dass die einzelnen Elemente – ich hasse es zu sagen, dass es wie umkippende Dominosteine war, aber es war wie umkippende Dominosteine.“

Zum Ausklang des Jahres 1978 konnte man Letterman erneut in einer Spielshow sehen. Zusammen mit der Schauspielerin Anita Gillette war er in der Woche vom 11. bis zum 15. Dezember Stargast in bei The $20,000 Pyramid.
Das Jahr 1979 begann für Letterman mit einem kleinen Auftritt in einer Folge der Sitcom Mork and Mindy (dt. Titel: Mork vom Ork). Es war die am 8. Februar ausgestrahlte 17. Episode der ersten Staffel mit dem Titel Mork Goes Erk (dt. Titel: Versetzung auf einen anderen Stern). Seine Figur namens Ellsworth, ein dubioser Motivationsguru, erinnerte an Werner Erhard und die von ihm angebotenen Kurse zur Lebenshilfe, genannt ERK (Ellsworth's Revitalization Konditioning), können als Anspielung auf die est-Kurse (Erhard Seminars Training) verstanden werden.
Nach seinem Debüt im November des vergangenen Jahres trat Letterman am 22. Februar 1979 bereits zum dritten Mal als Stand-up-Comedian in der Tonight Show auf. Noch während dieser Sendung bat ihn Produzent Fred de Cordova darum, dass sich sein Management mit ihm in Verbindung setzen solle, um über ein Engagement als Gastmoderator zu sprechen. Schon nach etwas mehr als einem Monat, nämlich am 26. März, vertrat Letterman zum ersten Mal Johnny Carson als Moderator der Tonight Show. Bis zum Ende des Jahres 1981 folgten rund 50 weitere Gastmoderationen.

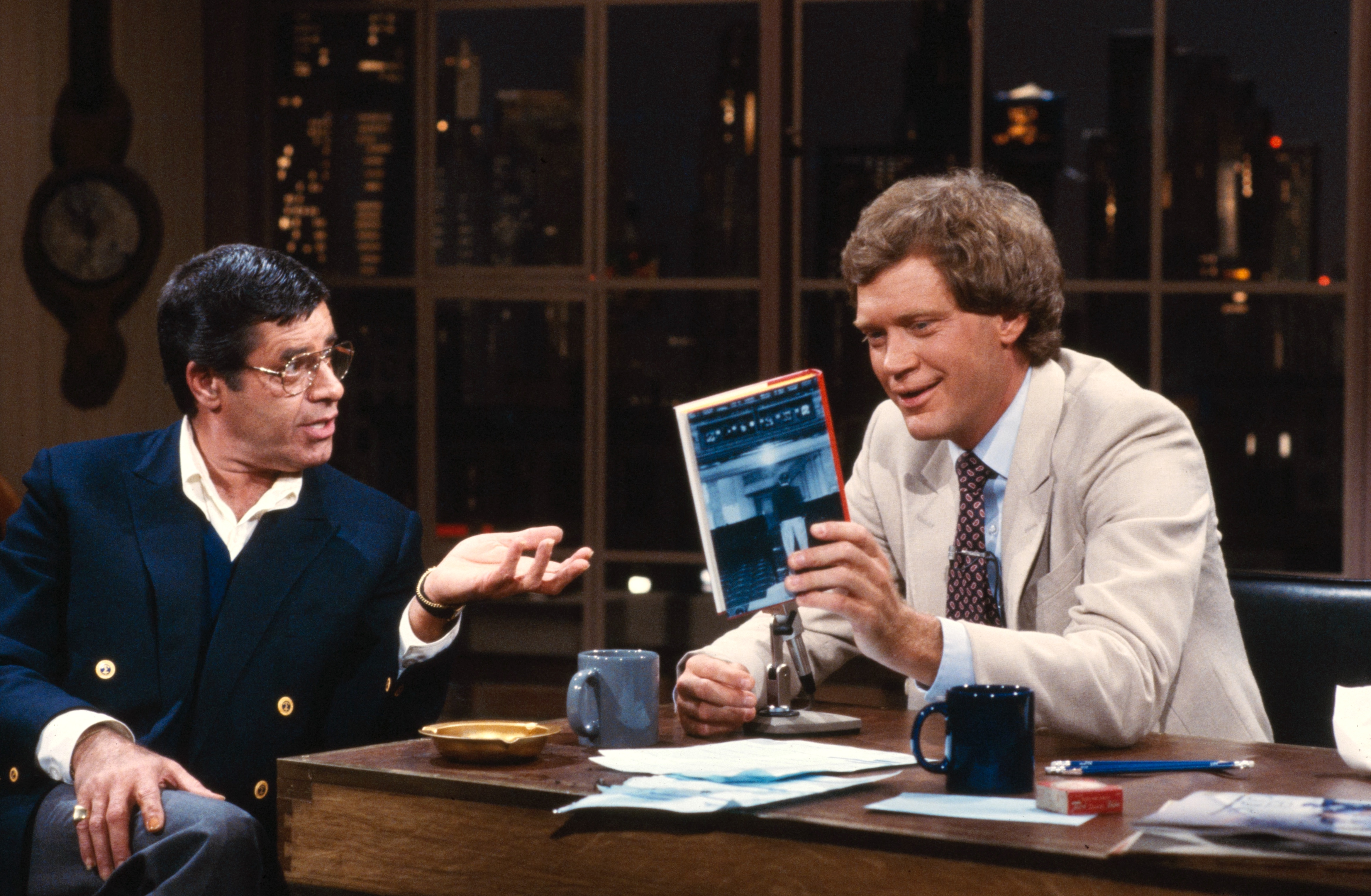
Letterman (rechts) mit Jerry Lewis in der NBC-Show Late Night with David Letterman (1982)

1980 bekam Letterman seine eigene Comedy-Show im Morgenprogramm von NBC. Die Show war ein Erfolg bei den Kritikern, gewann zwei Emmys und wurde fünfmal nominiert, war aber quotenmäßig eine Enttäuschung und wurde schließlich im Sommer 1980 eingestellt. Dennoch behielt die NBC Letterman unter Vertrag, und am 1. Februar 1982 wurde erstmals seine Show Late Night with David Letterman ausgestrahlt.
Lettermans Sendung, die werktags spätabends gleich nach The Tonight Show lief, galt schnell als kribbelig und unberechenbar, und schon bald setzte ein regelrechter Kult ein. Die Show unterschied sich deutlich von den weichgespülten Talkshows, und der Interviewer Letterman konnte sarkastisch und antagonistisch sein, was soweit führte, dass einige Prominente sogar zugaben, Angst zu haben, in der Show aufzutreten. Lettermans Ruf als harter Interviewer resultierte aus Sternstunden wie den regelrechten verbalen Sparringkämpfen mit den Sängerinnen Cher, Madonna und der Schauspielerin Shirley MacLaine.

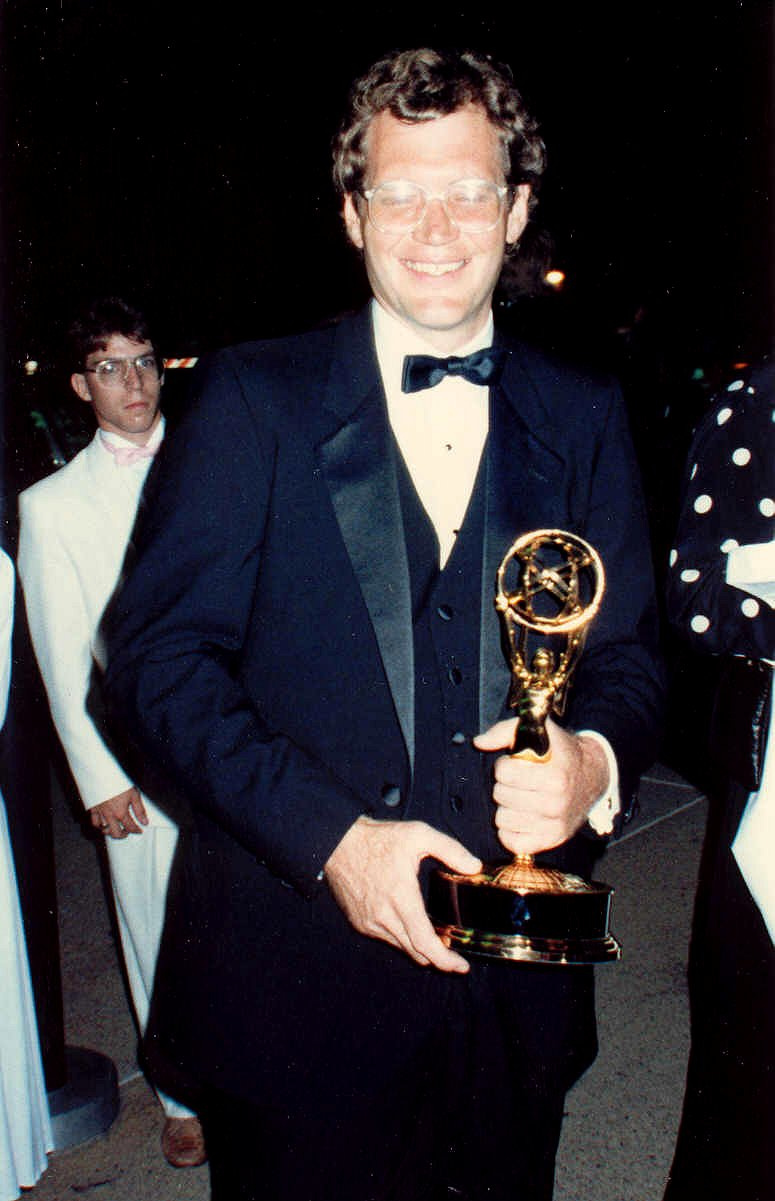
Letterman mit einem Emmy (1987)

Die Show enthielt oft schrullige, das Genre verspottende Beiträge wie Stupid Pet Tricks und ein scherzhaftes Briefebeantworten. Später benutzte Letterman ein Megaphon, um die Today Show zu unterbrechen, die in diesem Augenblick mit einem Interview live auf Sendung war. Er verkündete, er trage keine Unterhosen, und unterbrach die Lokalnachrichten, indem er in das Studio lief. Aufsehen erregte auch ein Auftritt des Komikers Andy Kaufman: Kaufman wurde von dem professionellen Wrestler Jerry Lawler verprügelt und zu Boden geschlagen. Lawlers und Kaufmans Freund Bob Zmuda enthüllte später, dass die Aktion nur inszeniert war. Letterman nutzte auch die Umgebung des NBC-Studios in Manhattan, indem er dort auf der Straße und in den Geschäften kleine Comedy-Einlagen inszenierte.

### Wechsel zu CBS
Letterman blieb elf Jahre bei NBC. Als Johnny Carson bekanntgab, er würde im Mai 1992 aufhören, brach eine langwierige Diskussion aus, wer den langjährigen Tonight-Moderator ersetzen werde. Schließlich schlugen die Führungskräfte von NBC Carsons Dauer-Gastmoderator Jay Leno als Ersatz vor. Letterman, ein Schützling Carsons, der ihn immer unterstützt hatte, war sehr enttäuscht und verärgert, dass er nicht die Tonight-Show-Moderation erhielt, die er für sich beanspruchte, da sie ihm Jahre zuvor versprochen worden war. 1993 wechselte er auf Anraten von Carson zu CBS. Seine Show blieb dabei praktisch unverändert, bis auf den Namen. Die Bezeichnung Late Night with … war eine Franchise-Gabe von NBC und daher auch Eigentum des Senders. Letterman musste die Show also auf seinem neuen Sender CBS in Late Show with David Letterman (Sendestart: 30. August 1993) umbenennen. 1996 produzierte HBO einen Fernsehspielfilm namens The Late Shift, der den Kampf zwischen Letterman und Leno um die Tonight-Show-Moderation nach dem gleichnamigen Buch von Bill Carter nachstellt.
The Late Show trat gegen Lenos zeitgleich gesendete The Tonight Show an. Letterman erntete Lob seitens der Kritiker sowie der Unterhaltungsbranche; seine Show erhielt 67 Emmy-Nominierungen und gewann davon zwölf Mal in den ersten 20 Jahren. Leno schlug Letterman bei den Quoten, eine Führung, die über die Jahre zwei Millionen Zuschauer betrug (5,8 : 3,8 Millionen im Jahr 2003). Dennoch ist Letterman in der jährlichen stattfindenden Harris Poll (eine Zuschauerbefragung) in der Rubrik Nation’s Favorite TV Personality (national beliebteste Fernsehpersönlichkeit) vor Leno platziert, so auch 2003, als Lettermann Dritter wurde, hinter Oprah Winfrey und Ray Romano – Leno wurde Neunter.
Letterman startete mit seiner eigenen Produktionsgesellschaft Worldwide Pants Incorporated, die seitdem seine eigene und einige andere Shows produzierte, darunter auch Alle lieben Raymond, The Late Late Show with Craig Kilborn bzw. The Late Late Show with Craig Ferguson.

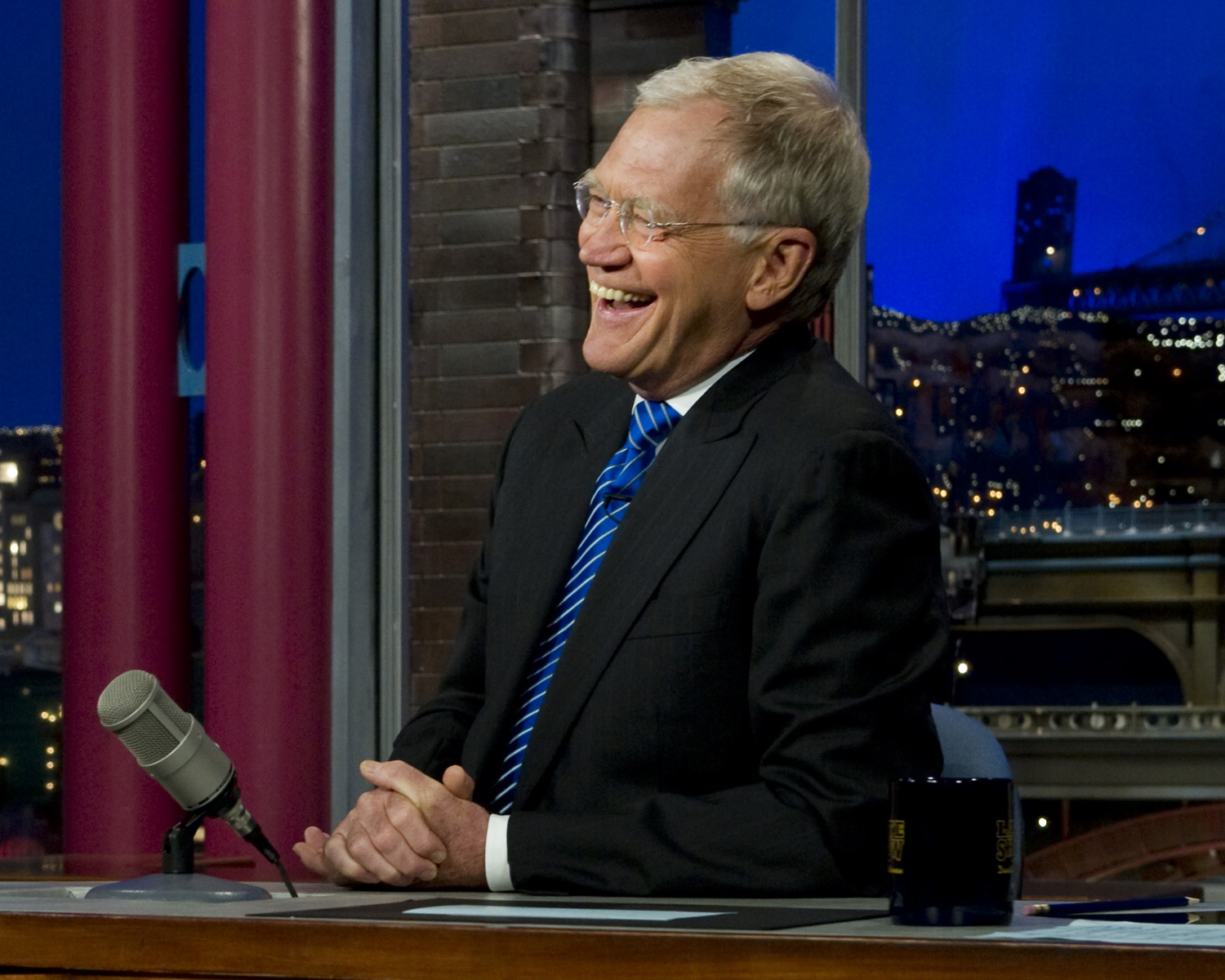
Letterman in seiner Late Show (2011)

Im März 2002, als Lettermans Vertrag mit CBS auslief, gab die ABC bekannt, Letterman den Sendeplatz des schon seit Jahren laufenden Nachrichtenprogramms Nightline mit Ted Koppel zu überlassen, was bessere Zuschauerzahlen bringen sollte. Dies verursachte einen kleineren Tumult, der endete, als Letterman wieder bei CBS unterschrieb und sich öffentlich bei Koppel entschuldigte.
In der Show vom 3. April 2014 verkündete Letterman, dass er im Jahr 2015 aufhören werde, nach der Sendung am 20. Mai 2015 ging Letterman dann in den Ruhestand. Lettermans jährliches Gehalt bei CBS belief sich nach Branchenschätzungen auf 31 Millionen US-Dollar. Seine Late Show war Vorbild für die Entwicklung der Harald Schmidt Show und diente bereits Herbert Feuerstein als Inspirationsquelle für die Sendung Schmidteinander.

### Comeback bei Netflix
Nach zwei Jahren Abwesenheit meldete sich Letterman im Januar 2018 mit einer neuen Talkshow zurück: My Next Guest Needs No Introduction With David Letterman (Mein nächster Gast braucht keine Vorstellung) startete am 12. Januar mit Barack Obama als erstem Gast. Netflix kündigte zunächst sechs 60-minütige Sendungen an, die jeweils im Abstand von einem Monat veröffentlicht wurden. Als Gäste traten George Clooney, Malala Yousafzai, Jay-Z, Tina Fey, und Howard Stern auf. Im Mai 2019 veröffentlichte Netflix eine zweite Staffel, bei der Letterman mit den Gästen Kanye West, Ellen DeGeneres, Tiffany Haddish, Lewis Hamilton und Melinda Gates sprach. Eine dritte Staffel mit den Gästen Kim Kardashian, Robert Downey Jr., Dave Chappelle und Lizzo wurde im Oktober 2020 von Netflix veröffentlicht.

## Privates
Letterman wurde in Indianapolis, Indiana geboren. Der Vater, Harry Joseph Letterman, war Florist im eigenen Blumenladen und starb 1973 im Alter von 57 Jahren an einem Herzinfarkt. Die deutschstämmige Mutter, Dorothy Letterman (geb. Hofert, später Dorothy Mengering, 1921–2017), half dem Vater zunächst im Geschäft aus und arbeitete später als Sekretärin in einer presbyterianischen Kirche, sie wurde in der Late Show gelegentlich zugeschaltet, üblicherweise an Thanksgiving und zum Muttertag. Letterman hat eine ältere Schwester, Janice, und eine jüngere Schwester, Gretchen.
Nach dem Besuch der Grundschule Public School 55 ging Letterman zunächst ab dem Herbst 1961 auf die Broad Ripple High School und ab September 1965 auf die Ball State University in Muncie, Indiana, wo er Mitglied der Studentenverbindung Sigma Chi war und 1969 im Fachbereich „Radio and Television“ graduierte. Während seiner High-School-Zeit arbeitete er nebenbei im Atlas Supermarket, wo er Einkaufstüten packte, Regale befüllte und später auch kassieren durfte. An der Ball State University lernte Letterman die Musikstudentin Michelle Cook kennen. Die beiden heirateten am 2. Juli 1968. 1977 wurde die Ehe geschieden.
1985 stiftete Letterman das Letterman Telecommunications Scholarship (ein Stipendium) an der Ball State University, um Studenten der Telekommunikationstechnik einzig aufgrund ihres Talents zu fördern.
Einige Zeit lang war er mit einer Late-Night-Autorin, Merrill Markoe, zusammen, doch die Beziehung ging schief. Markoe zog kurz darauf nach Kalifornien, um ihre Karriere als Drehbuchautorin in Schwung zu bringen.
1988 wurde die Stalkerin Margaret Mary Ray verhaftet, als sie Lettermans Porsche in der Nähe des Lincoln Tunnels in New York City fuhr. Ray behauptete, sie sei Lettermans Ehefrau. In den folgenden Jahren wurde sie immer wieder wegen unerlaubten Betretens und anderer Vergehen verhaftet. In einem Fall fand die Polizei sie schlafend auf Lettermans privatem Tennisplatz auf seinem Anwesen in New Canaan in Connecticut. Ray verbrachte zehn Monate im Gefängnis und 14 in einer staatlichen Psychiatrie wegen ihrer zahlreichen Verurteilungen. Am 7. Oktober 1998 wurde Ray bei einem vermutlichen Suizid in Colorado von einem Zug überfahren und getötet.
Im Januar 2000 unterzog sich Letterman einer Herzoperation und bekam einen fünffachen Bypass. Während seiner Genesung moderierten Freunde von Letterman Wiederholungen der Late Show, wie z. B. Drew Barrymore, Ray Romano, Robin Williams, Bill Murray, Kathie Lee Gifford, Regis Philbin, Charles Grodin, Julia Roberts, Bill Cosby, Bruce Willis, Jerry Seinfeld, Martin Short, Danny DeVito, Steve Martin und Sarah Jessica Parker. Zu seiner Rückkehr am 21. Februar 2001 brachte er alle an der Operation beteiligten Ärzte mit auf die Bühne, inklusive O. Wayne Isom und seinen Arzt Louis J. Aronne, der noch oft in der Show auftrat. In einer ungewöhnlich emotionalen Show war Letterman den Tränen nahe, als er den Ärzten dankte. Die Folge wurde später für einen Emmy nominiert.
Im Februar 2003 wurde bei Letterman eine schwere Gürtelrose diagnostiziert, und wieder gab, wie schon nach seiner Herzoperation, Letterman die Zügel verschiedenen Gastmoderatoren in die Hand, darunter Schauspieler Bruce Willis, dem Ex-Tennisprofi John McEnroe, Morgen-Talkshow-Moderator Regis Philbin und verschiedenen anderen Hollywood-Größen.
Am 11. September 2003 gab Letterman bekannt, dass seine Dauerfreundin und Ex-Kollegin Regina Lasko mit seinem Kind im sechsten Monat schwanger sei. Sein Sohn Harry Joseph Letterman, benannt nach Davids verstorbenem Vater, wurde am 3. November 2003 geboren.

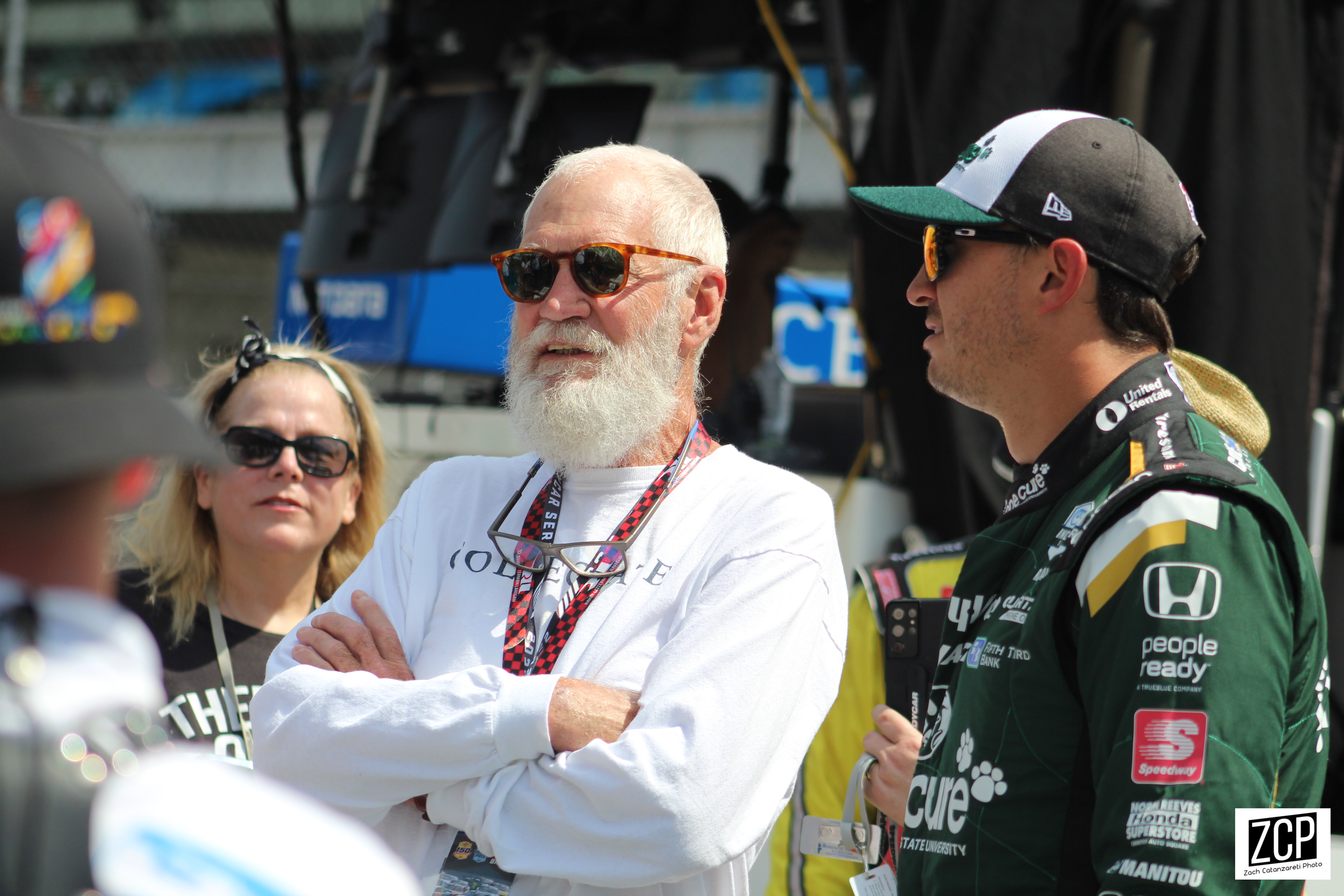
David Letterman (2022)

Letterman besitzt zusammen mit Bobby Rahal den Rahal-Letterman-Racing-Rennstall in der amerikanischen IndyCar Series.
Im März 2009 gab Letterman bekannt, dass er seine langjährige Freundin Regina Lasko in Choteau, Montana, geheiratet habe.
Letterman bekannte sich am 1. Oktober 2009 während seiner Sendung dazu, Affären mit mehreren Mitarbeiterinnen gehabt zu haben, nachdem er, wie er mitteilte, erpresst worden war, dass diese Informationen publik gemacht werden würden. Der Erpresser verlangte von Letterman zwei Millionen Dollar, andernfalls würde er über dessen Fehltritte einen Roman oder Film veröffentlichen. Erst nachdem der mutmaßliche Erpresser Joe Halderman festgenommen worden war, trat Letterman mit der Geschichte an die Öffentlichkeit.
Dabei trat er wie immer betont scherzhaft auf, gab sich mit dem Satz „Um Himmels willen, Dave hat Sex“ selbstironisch und erntete dafür Applaus und Gelächter vom Publikum.

## Auszeichnungen und Ehrungen

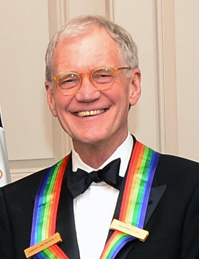
Letterman bei der Verleihung des Kennedy-Preises (2012)

Letterman wurde bislang 45 mal für den Primetime Emmy Award nominiert und wurde zehnmal mit dem Emmy ausgezeichnet. Damit gilt David Letterman als meistausgezeichneter Talkshow-Moderator in der Geschichte. Weiter erhielt Lettermann unzählige Preise, darunter zwei Daytime Emmys und wurde 2012 mit dem Kennedy-Preis geehrt.
- Daytime Emmy Award
  - 1981: in der Kategorie „Outstanding Host or Hostess in a Variety Series“ für The David Letterman Show
  - 1981: in der Kategorie „Outstanding Individual Achievement – Writers“ für The David Letterman Show

- Emmy Award
  - 1984: in der Kategorie „Drehbuch für eine Varieté-, Musik- oder Comedysendung“ für Late Night with David Letterman
  - 1985: in der Kategorie „Drehbuch für eine Varieté-, Musik- oder Comedysendung“ für Late Night with David Letterman
  - 1986: in der Kategorie „Drehbuch für eine Varieté-, Musik- oder Comedysendung“ für Late Night with David Letterman
  - 1987: in der Kategorie „Drehbuch für eine Varieté-, Musik- oder Comedysendung“ für Late Night with David Letterman
  - 1994: in der Kategorie „Varieté-, Musik- oder Comedysendung“ für Late Show with David Letterman
  - 1998: in der Kategorie „Drehbuch für eine Varieté-, Musik- oder Comedysendung“ für Late Show with David Letterman
  - 1999: in der Kategorie „Drehbuch für eine Varieté-, Musik- oder Comedysendung“ für Late Show with David Letterman
  - 2000: in der Kategorie „Drehbuch für eine Varieté-, Musik- oder Comedysendung“ für Late Show with David Letterman
  - 2001: in der Kategorie „Drehbuch für eine Varieté-, Musik- oder Comedysendung“ für Late Show with David Letterman
  - 2002: in der Kategorie „Drehbuch für eine Varieté-, Musik- oder Comedysendung“ für Late Show with David Letterman

- American Comedy Award
  - 1989: in der Kategorie „Funniest Male Performer in a TV Special“ für Late Night with David Letterman
  - 1994: in der Kategorie „Funniest Male Performer in a TV Series“ für Late Show with David Letterman
  - 1995: in der Kategorie „Funniest Male Performer in a TV Special“ für Late Show with David Letterman
  - 2001: in der Kategorie „Funniest Male Performer in a TV Series“ für Late Show with David Letterman

- Kennedy-Preis
  - 2012: Auszeichnung für seine Beiträge zur amerikanischen Kultur

- The Comedy Awards
  - 2011: „Johnny Carson Award for Comedic Excellence“ für Late Show with David Letterman

- Mark-Twain-Preis
  - 2017: Auszeichnung für sein humoristisches Werk